# Rauschbrille

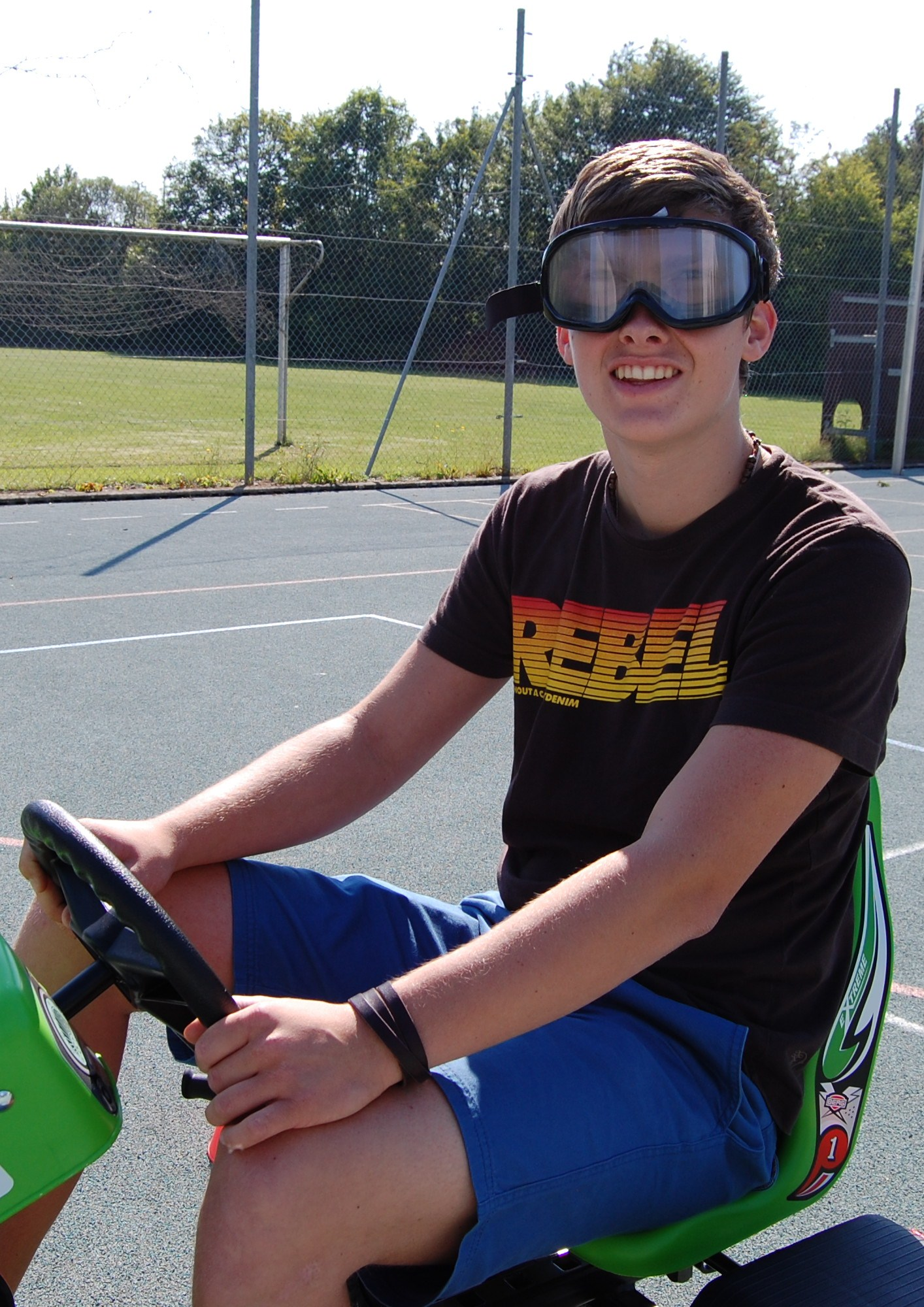
Fahren mit einer 1,3-Promille-Rauschbrille

Die Rauschbrille ist eine Spezialanfertigung zur Simulation von relativer oder absoluter Fahruntüchtigkeit unter Alkoholeinfluss.
Mit dem Einsatz unterschiedlicher Ausführungen wie Drunk-Busters-, Twilight-Vision- und Low-Level-(Alkopop-)Brillen können verschiedene Promillewerte simuliert werden. Polizei, Deutsche Verkehrswacht, Schulen und andere Organisationen oder Institutionen setzen Rauschbrillen häufig bei Aktionstagen und Fahrsicherheitstrainings ein, um mit solchen Demonstrationen Jugendliche vor dem Alkoholgenuss zu warnen.
Der Brillenträger erlebt eine eingeschränkte Rundumsicht, Doppelsehen, Fehleinschätzungen für Nähe und Entfernungen, Verwirrung, verzögerte Reaktionszeit und das Gefühl von Verunsicherung. Das von ihm wahrgenommene Bild ist so verzerrt, so dass wegen der notwendigen überhöhten Konzentration bei ihm der „Tunnelblick“ auftritt.
Seit 2017 bietet der Bund gegen Alkohol und Drogen im Straßenverkehr kostenlos eine Rauschbrillen-App an, die mit günstigen Augmented Reality Brillen benutzt werden kann. So können Lehrer und öffentliche Stellen die Öffentlichkeit mit deutlich geringeren Kosten aufklären.